# Oxantel
El Oxantel es un análogo m-oxifenol del pirantel, es eficaz para el tratamiento en dosis única de la tricuriasis. Es una alternativa al mebendazol en el tratamiento de la ascariasis y enterobiasis. Del mismo modo, se reportan altas tasas de curación contra Ancylostoma, Necator americanus y Trichostrongylus. A diferencia de su análogo pirantel, es ineficaz contra T. trichiura.
Actualmente sólo se emplea en veterinaria en la mayoría de los países en combinación con praziquantel y Pirantel.